# Liste der Fornminnen in Skog

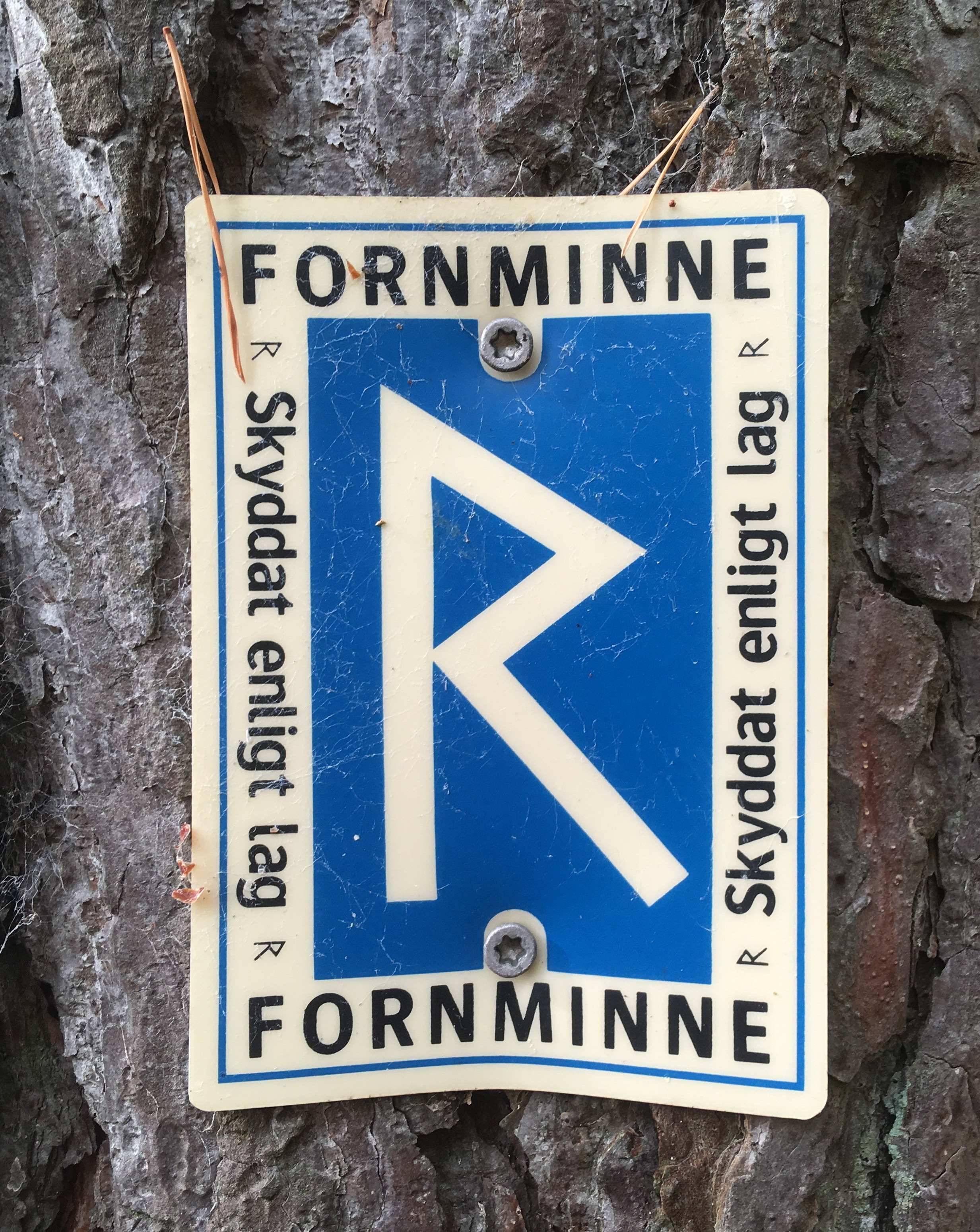
Zeichen für „Fornminnen“ in Schweden

Diese Liste der Fornminnen in Skog zeigt die „Alten/antiken Denkmale“ (schwedisch fornminnen) im ehemaligen Socken Skog in der heutigen Gemeinde Kramfors der schwedischen Provinz Västernorrlands län, sie ist eine Teilliste der „Liste der Fornminnen in Västernorrland“. Die Aufteilung basiert auf der historischen Zuordnung der Gebiete in Socken (siehe auch) und der Einteilung des Zentralamts für Denkmalpflege Riksantikvarieämbetet (RAÄ). Es werden die Fornminnen aufgeführt, die auf dem Suchdienst „Fornsök“ registriert sind, welcher weitere Informationen zu den bekannten kulturhistorischen Überresten in Schweden enthält.

## Begriffserklärung
Fornminnen (schwedisch für alte/antike Denkmale oder archäologische Funde) sind in Schweden alte Objekte und archäologische Funde (Fornlämningar), welche die Überreste menschlicher Aktivitäten in der Vergangenheit bezeichnen, die durch frühere Nutzung entstanden sind und dauerhaft aufgegeben wurden. Dabei gilt für Fornminnen, die vor 1850 entstanden sind, dass sie automatisch durch das Gesetz geschützt sind. Aber auch jüngere Überreste können zu Bodendenkmalen erklärt werden, wenn sie sich an ihrem ursprünglichen Standort befinden und weitgehend erdgebunden sind. Als Fornminnen zählen u. a. Siedlungen und Siedlungsreste aus prähistorischer Zeit, Gräber und Grabstätten, Burgruinen, Ruinen von Klöstern, Kirchen und Schlössern, Steine und Felsen mit Inschriften und Bildern (z. B. Runensteine und Petroglyphen), insofern sie nicht schon als Einzeldenkmal unter Byggnadsminnen (schwedisch für Baudenkmale) oder kyrkliga Kulturminnen (schwedisch für kirchliches Kulturgut) ausgewiesen sind.

## Legende
| ID           | = | ID.Nr. des Denkmalregisters (Fornsök) im schwedische Amt für nationales Kulturerbe (Riksantikvarieämbetet (RAÄ)) |
| Lage         | = | Koordinatenangabe des Standorts                                                                                  |
| Bezeichnung  | = | Bezeichnung des Denkmalobjekts (auch RAÄ-Nr.)                                                                    |
| Beschreibung | = | Name (Denkmaltyp/Dokumentenverweis im Arkivsök) sowie eine kurze Beschreibung des Objekts                        |
| Bild         | = | Bild des Objekts sowie Verweis auf weitere Bilder                                                                |

## Liste Fornminnen Skog
| ID             | Lage    | Bezeichnung (RAÄ-Nr.) | Beschreibung | Bild           |
| -------------- | ------- | --------------------- | --- | -------------- |
| 10249000010001 | (Karte) | Skog 1:1              | Skog 1:1 (Steinsetzung / L1935:1307) runde (etwa 6 m Durchmesser) Steinsetzung auf einer Landzunge am Ostufer des Lövsjön, ca. 3 km nordöstlich Skog; etwa 80 m nördlich davon befinden sich die Hügelgräber Skog 2:1 (L1935:1239) und Skog 2:2 (L1935:1854) | Weitere Bilder |
| 10249000020001 | (Karte) | Skog 2:1              | Skog 2:1 (Hügelgrab / L1935:1239) rundes (etwa 7 m Durchmesser) Hügelgrab, bis zu 1,5 m hoch und mittig mit einer 4 m Durchmesser großen Grube, befindet sich auf einer Landzunge am Ostufer des Lövsjön, ca. 3 km nordöstlich Skog; direkt südlich daneben findet man das Hügelgrab Skog 2:2 (L1935:1854) und etwa 80 m südlich davon die Steinsetzung Skog 1:1 (L1935:1307) | Weitere Bilder |
| 10249000020002 | (Karte) | Skog 2:2              | Skog 2:2 (Hügelgrab / L1935:1854) rundes (etwa 5 m Durchmesser) Hügelgrab, bis zu 0,4 m hoch und mittig mit einer 2 m Durchmesser großen Grube, befindet sich auf einer Landzunge am Ostufer des Lövsjön, ca. 3 km nordöstlich Skog; direkt nördlich daneben findet man das Hügelgrab Skog 2:1 (L1935:1239) und etwa 80 m südlich die Steinsetzung Skog 1:1 (L1935:1307) | Weitere Bilder |
| 10249000030001 | (Karte) | Skog 3:1              | Skog 3:1 (Steinhügelgrab / L1935:1873) Beschreibung ergänzen | Weitere Bilder |
| 10249000030002 | (Karte) | Skog 3:2              | Skog 3:2 (Steinhügelgrab / L1935:1240) Beschreibung ergänzen | Weitere Bilder |
| 10249000030003 | (Karte) | Skog 3:3              | Skog 3:3 (Steinsetzung / L1935:1241) Beschreibung ergänzen | Weitere Bilder |
| 10249000040001 | (Karte) | Skog 4:1              | Skog 4:1 (Steinhügelgrab / L1935:1324) Beschreibung ergänzen | Weitere Bilder |
| 10249000040002 | (Karte) | Skog 4:2              | Skog 4:2 (Steinsetzung / L1935:1923) Beschreibung ergänzen | Weitere Bilder |
| 10249000040003 | (Karte) | Skog 4:3              | Skog 4:3 (Steinsetzung / L1935:1922) Beschreibung ergänzen | Weitere Bilder |
| 10249000040004 | (Karte) | Skog 4:4              | Skog 4:4 (Steinsetzung / L1935:1184) Beschreibung ergänzen | Weitere Bilder |
| 10249000050001 | (Karte) | Skog 5:1              | Skog 5:1 (Steinhügelgrab / L1935:1305) rundes (etwa 8 m Durchmesser) Steinhügelgrab mit bis zu 1,2 m Höhe im Norden der Halbinsel Böcknäset im See Storsjön; mittig mit einer 3 x 2 m Grube, daneben befinden sich der Steinkreis Skog 5:2 (L1935:1304) und die Steinsetzung Skog 5:3 (L1935:1870) | Weitere Bilder |
| 10249000050002 | (Karte) | Skog 5:2              | Skog 5:2 (Steinkreis / L1935:1304) eine Steinkreis ähnliche Steinsetzung (etwa 4 x 2 m Umfang) im Norden der Halbinsel Böcknäset im See Storsjön; bestehend aus bis zu 0,7 m hohen tw. aufrecht stehenden Steinen mit im Nordteil verjüngenden Linien mit einer mittigen Steinschüttung von ca. 2 x 1 m Umfang, daneben befinden sich das Steinhügelgrab Skog 5:1 (L1935:1305) und die Steinsetzung Skog 5:3 (L1935:1870) | Weitere Bilder |
| 10249000050003 | (Karte) | Skog 5:3              | Skog 5:3 (Steinsetzung / L1935:1870) unregelmäßig aufgebaute Steinsetzung mit ca. 4 m Durchmesser aus bis zu 0,6 m großen Steinen, mit zwei größeren Steinhaufen im Nordosten, befindet sich zusammen mit Steinhügelgrab Skog 5:1 (L1935:1305) und die Steinkreis Skog 5:2 (L1935:1304) im Nordteil der Halbinsel Böcknäset im See Storsjön. | Weitere Bilder |
| 10249000060001 | (Karte) | Skog 6:1              | Skog 6:1 (Steinsetzung / L1935:1306) unregelmäßig geformte Steinsetzung etwa 13 x 5 m Umfang an der Westspitze der Halbinsel Böcknäset im See Storsjön, von Südost nach Nordwest (8 x 5 m) Häufung mit bis zu 0,7 m großen Steinen mit mittiger Grube von 0,8 m Durchmesser und größeren Randstein im Westen von 0,5 m Länge. | Weitere Bilder |
| 10249000070001 | (Karte) | Skog 7:1              | Skog 7:1 (Gräberfeld / L1935:1329) Gebiet, zusammen mit Fossilienfeld Skog 7:2 (L1935:1926) auch als Grab- und Siedlungsfläche zu bezeichnen von ca. 120 x 100 m Umfang nördlich des Sees Storsjön, welches durch die Europastraße 4 in West- und Ostteil geteilt ist. Im Westteil 7 runde Grabhügel von 4 bis 12 m Durchmesser mit bis zu 1 m Höhe und mehrere verstreute Steinhäufungen. | Weitere Bilder |
| 10249000070002 | (Karte) | Skog 7:2              | Skog 7:2 (Fossilienfeld / L1935:1926) Gebiet, zusammen mit Gräberfeld Skog 7:1 (L1935:1329) auch als Grab- und Siedlungsfläche zu bezeichnen von ca. 120 x 100 m Umfang nördlich des Sees Storsjön, welches durch die Europastraße 4 in West- und Ostteil geteilt ist. Im Ostteil im Norden mehrere Terrassenkanten sowie 2 Steinreihen mit bis zu 10 m Länge, auf dem Gebiet sind auch weitere verstreute und tw. durch Straßenbau beschädigte Grabhügel erkennbar, welche auf übereinanderliegende Bestattungen deuten könnten. | Weitere Bilder |
| 10249000080001 | (Karte) | Skog 8:1              | Skog 8:1 (Steinsetzung / L1935:921) runde (etwa 5 m Durchmesser) Steinsetzung am Nordufer der Bucht Gallsättviken des Sees Storsjön am Zufluss aus dem See Lövsjön bei der Siedlung Gallsätter. | Weitere Bilder |
| 10249000120001 | (Karte) | Skog 12:1             | Skog 12:1 (Hügelgrab / L1935:1544) Beschreibung ergänzen | Weitere Bilder |
| 10249000300001 | (Karte) | Skog 30:1             | Skog 30:1 (Steinhügelgrab / L1935:1943) Beschreibung ergänzen | Weitere Bilder |
| 10249000380001 | (Karte) | Skog 38:1             | Skog 38:1 (Hügelgrab / L1935:773) Beschreibung ergänzen | Weitere Bilder |
| 10249000380002 | (Karte) | Skog 38:2             | Skog 38:2 (Hügelgrab / L1935:774) Beschreibung ergänzen | Weitere Bilder |
| 10249000650001 | (Karte) | Skog 65:1             | Skog 65:1 (Steinsetzung / L1935:840) Beschreibung ergänzen | Weitere Bilder |